# Ельмгульт
Ельмгульт (швед. Älmhult) — містечко (tätort, міське поселення) у південній Швеції в лені Крунуберг. Адміністративний центр комуни  Ельмгульт.

## Географія
Містечко знаходиться у південній частині лена Крунуберг за 474 км на південний захід від Стокгольма.

## Історія
У 1901 році Ельмгульт отримав статус чепінга.
Перший магазин IKEA (шведської меблевої компанії) був побудований у Ельмгульті. 30 червня 2016 року тут відкрився Музей історії IKEA.

## Герб міста
Герб було розроблено для торговельного містечка (чепінга) Ельмгульт. Отримав королівське затвердження 1946 року. Автором проекту герба є художник з Ельмгульта Мальте Сундгрен.
Сюжет герба: щит перетятий, у верхньому золотому полі два зелені листки в'язу, у нижньому золотому полі — виходить золоте стебло ліннеї північної з двома квітками.
Листки в'язу вказують на назву комуни від цього дерева (швед. alm). Стебло ліннеї північної уособлює Карла Ліннея, який народився на території сучасної комуни.
Після адміністративно-територіальної реформи, проведеної в Швеції на початку 1970-х років, муніципальні герби стали використовуватися лишень комунами. Цей герб був 1971 року перебраний для нової комуни Ельмгульт. 

## Населення
Населення становить 10 195 мешканців (2018). 

## Спорт
У поселенні базується футбольний клуб Ельмгульт ІФ. 

## Галерея

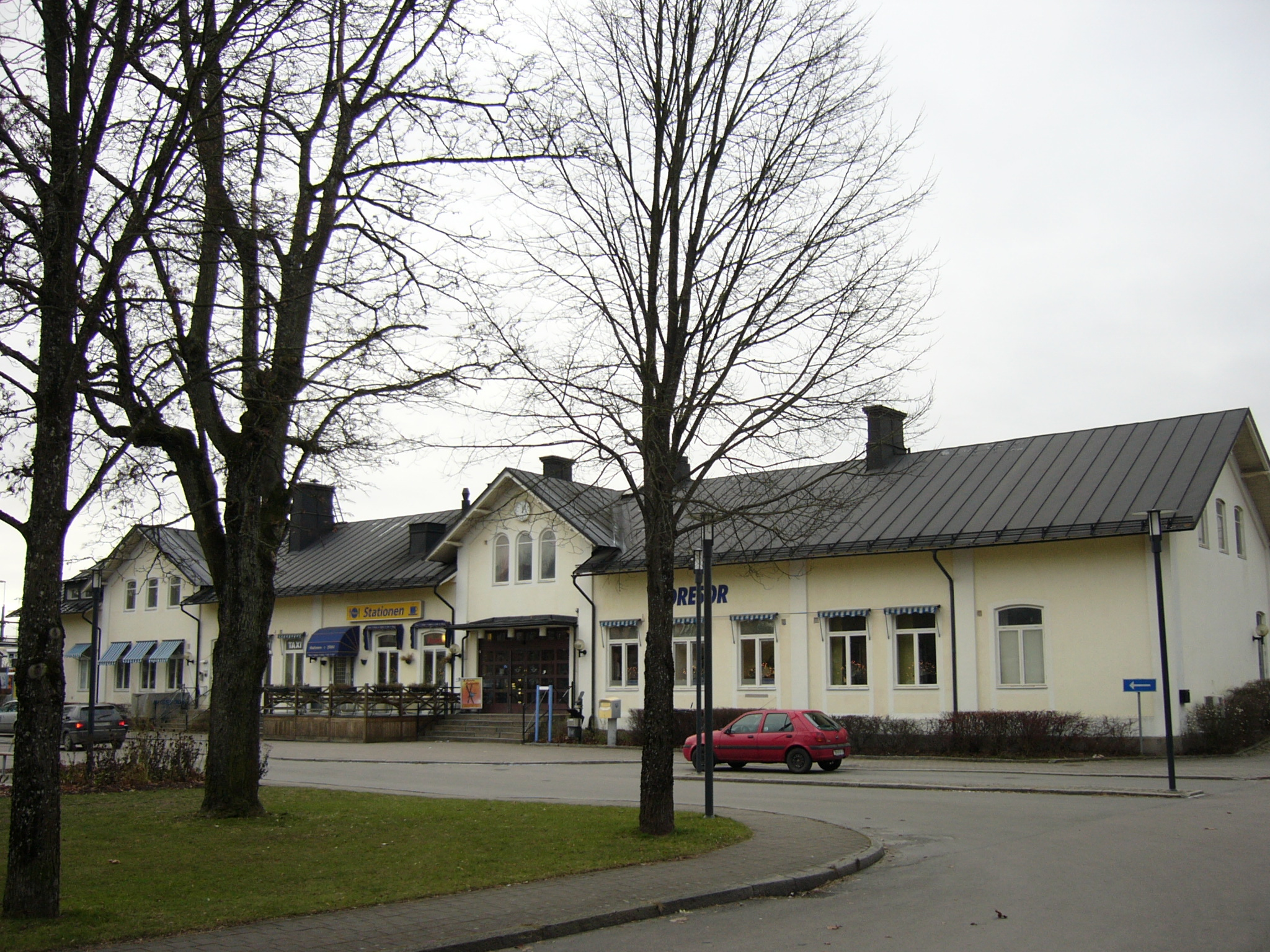
Залізнична станція
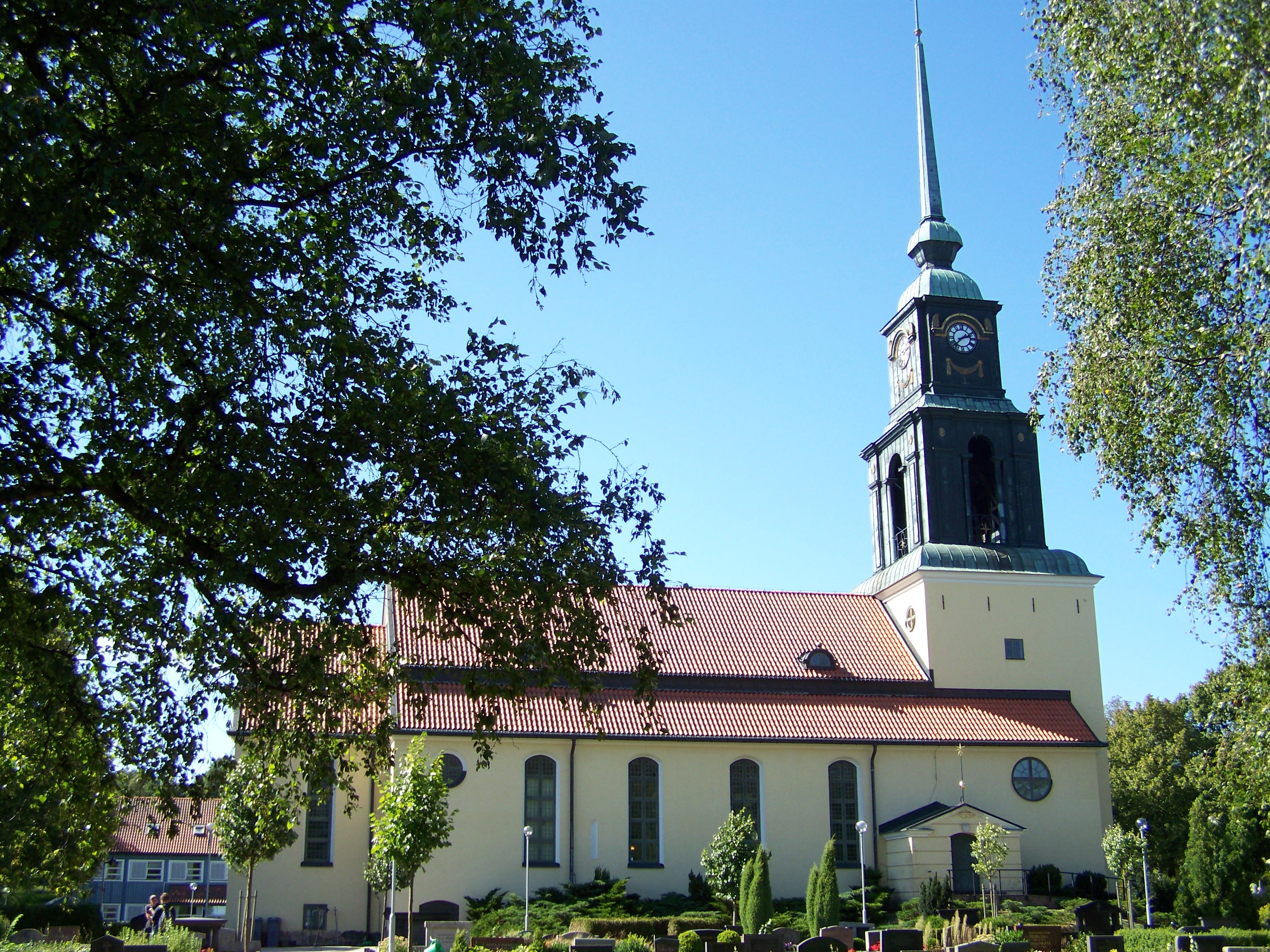
Церква
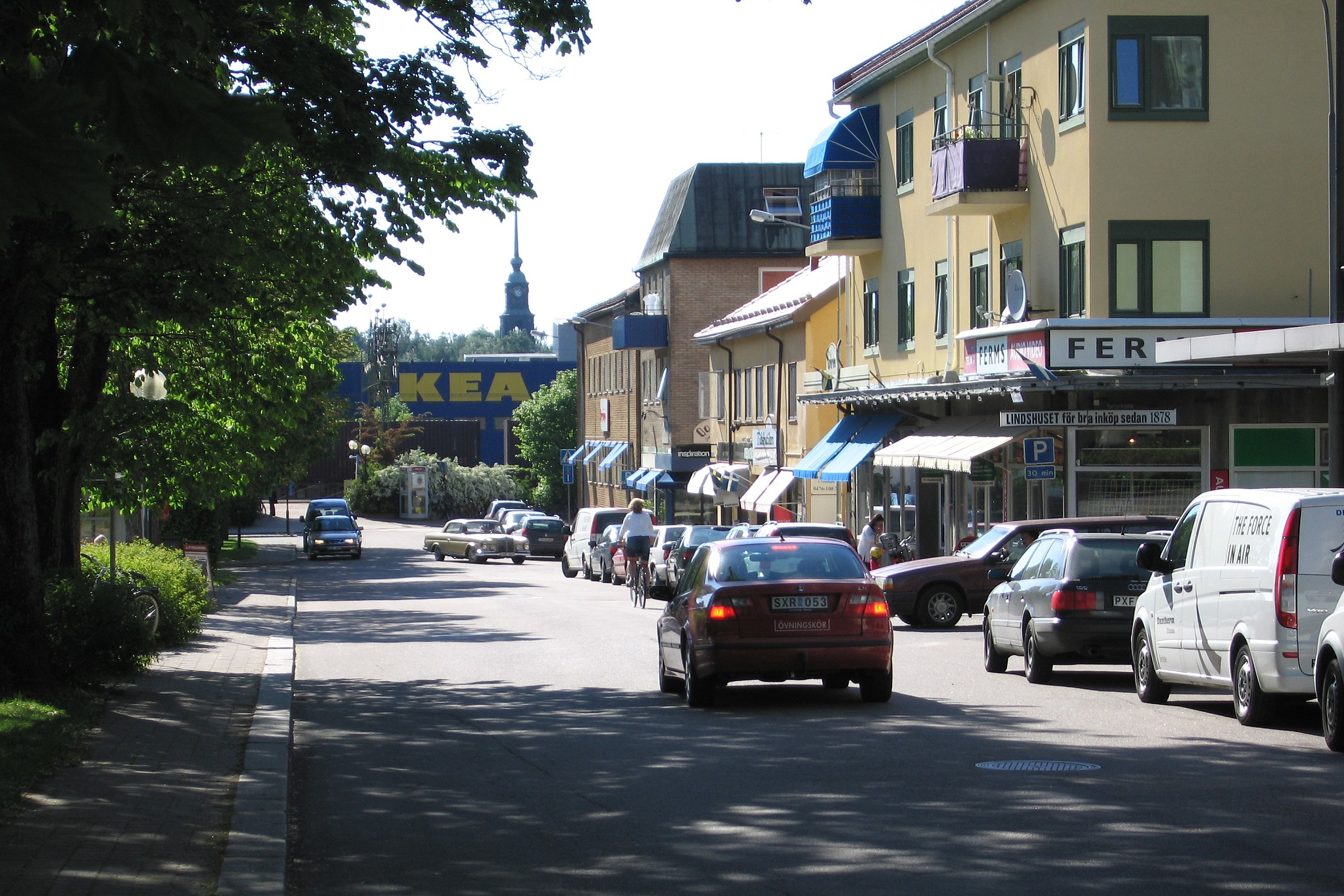
У центрі міста
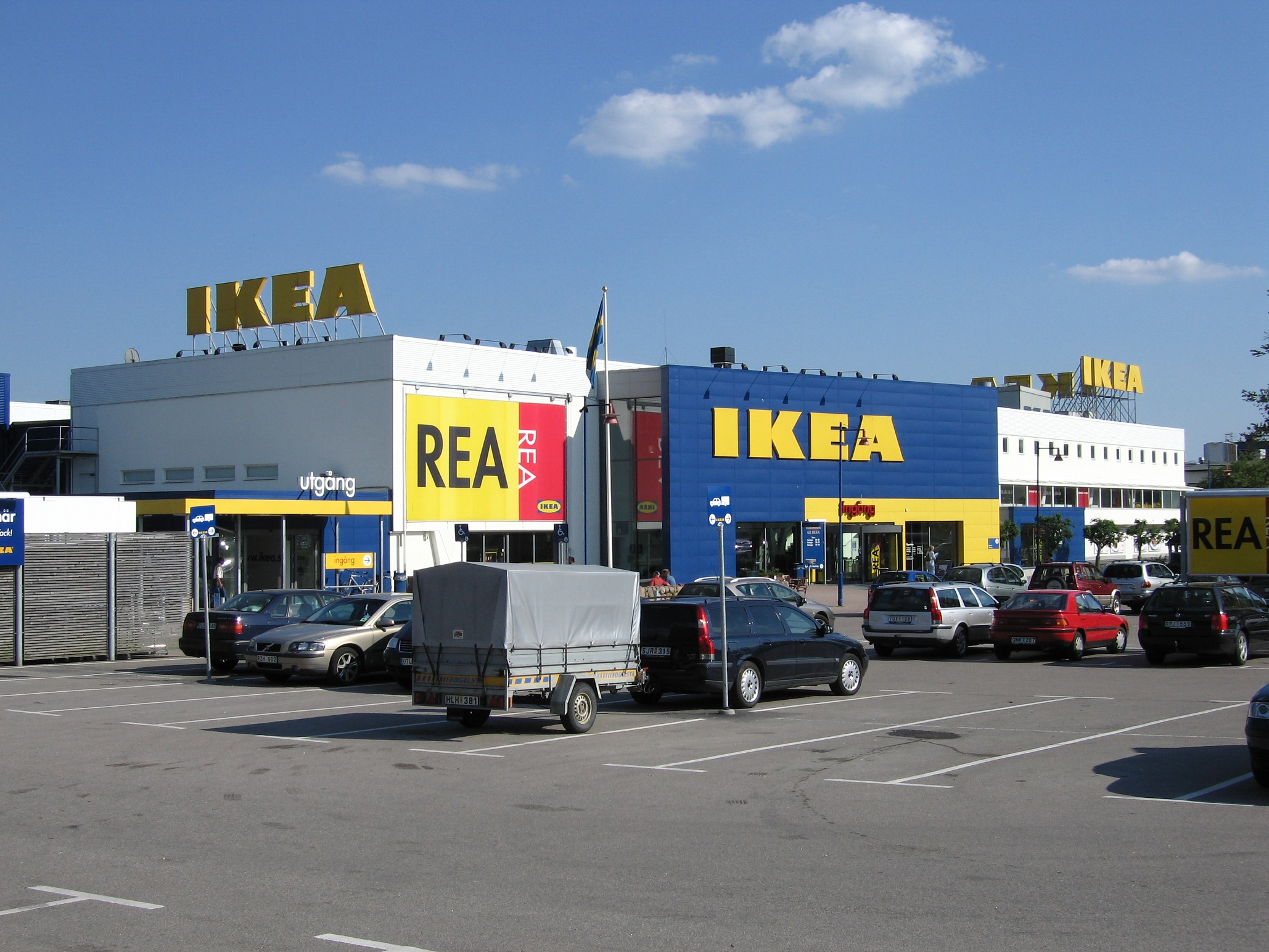
IKEA

## Покликання
- Сайт комуни Ельмгульт [Архівовано 10 травня 2021 у Wayback Machine.]